# Абдукарим-бій
Абдукарим-бій (1701–1750) — третій правитель з узбецької династії мінгів в Кокандському ханстві, який правив з 1733 року.
Абдукарим-бій був молодшим братом Абдурахим-бія та став спадкоємцем влади в Кокандському ханстві після смерті брата.
В 1740 році він наказав обнести Коканд новою стіною, що пізніше допомогло при обороні міста від нападу джунгар, які відправив проти нього хунтайджі Галдан-Церен.
В 1745–1747 роках Кокандське ханство піддалося агресії зі сторони джунгар, де трон посів Цеван Дорджі, які захопили Ош, Андижан, Маргілан та обложили Коканд. В критичний момент Абдукахим-бій проявив талант воєнного організатора. Ворог був відбитий від столиці. Джунгарська агресія завдала значних збитків економіці ханства та затримала політичну централізацію держави.
Після смерті Абдукарим-бія в 1750 році влада в Кокандському ханстві перейшла до його малолітнього сина Абдурахман-бія. Після його коротного правління правителем був проголошений молодший син Абдурахим-бія Ірдана-бій (1750—1764).